# Campanilla (Perú)
Campanilla es una localidad peruana capital del distrito homónimo ubicado en la provincia de Mariscal Cáceres en el departamento de San Martín. Se encuentra a una altitud de 313 m s. n. m., y tenía una población de 3090 habitantes en 1993.

## Clima
| Parámetros climáticos promedio de Campanilla | Parámetros climáticos promedio de Campanilla | Parámetros climáticos promedio de Campanilla | Parámetros climáticos promedio de Campanilla | Parámetros climáticos promedio de Campanilla | Parámetros climáticos promedio de Campanilla | Parámetros climáticos promedio de Campanilla | Parámetros climáticos promedio de Campanilla | Parámetros climáticos promedio de Campanilla | Parámetros climáticos promedio de Campanilla | Parámetros climáticos promedio de Campanilla | Parámetros climáticos promedio de Campanilla | Parámetros climáticos promedio de Campanilla | Parámetros climáticos promedio de Campanilla |
| Mes                                          | Ene.                                         | Feb.                                         | Mar.                                         | Abr.                                         | May.                                         | Jun.                                         | Jul.                                         | Ago.                                         | Sep.                                         | Oct.                                         | Nov.                                         | Dic.                                         | Anual                                        |
| -------------------------------------------- | -------------------------------------------- | -------------------------------------------- | -------------------------------------------- | -------------------------------------------- | -------------------------------------------- | -------------------------------------------- | -------------------------------------------- | -------------------------------------------- | -------------------------------------------- | -------------------------------------------- | -------------------------------------------- | -------------------------------------------- | -------------------------------------------- |
| Temp. máx. media (°C)                        | 32                                           | 31                                           | 31                                           | 32                                           | 32                                           | 31                                           | 31                                           | 32                                           | 33                                           | 32                                           | 32                                           | 32                                           | 31.8                                         |
| Temp. mín. media (°C)                        | 22                                           | 22                                           | 22                                           | 22                                           | 21                                           | 20                                           | 19                                           | 20                                           | 21                                           | 22                                           | 22                                           | 22                                           | 21.3                                         |
| Fuente: Accuweather                          |                                              |                                              |                                              |                                              |                                              |                                              |                                              |                                              |                                              |                                              |                                              |                                              |                                              |